# Organizacja Wyzwolenia Ludu Irlandzkiego
Organizacja Wyzwolenia Ludu Irlandzkiego (ang. Irish People's Liberation Organisation, IPLO) – republikańska organizacja terrorystyczno-paramilitarna z Irlandii Północnej.

## Historia
Założona w 1986 roku przez rozłamowców z Irlandzkiej Narodowej Armii Wyzwoleńczej (INLA). IPLO prowadziła walki z INLA i dążyła do jej całkowitego zniszczenia. W październiku 1992 roku IPLO została rozbita przez sojuszników INLA z Prowizorycznej Irlandzkiej Armii Republikańskiej
 (PIRA). W noc Halloween bojownicy PIRA zabili lidera IPLO i ranili kilku członków grupy. Po tym wydarzeniu część aktywistów IPLO powróciła do struktur INLA.

## Ideologia
Celem tej republikańskiej organizacji było zjednoczenie Irlandii Północnej i Republiki Irlandii w niepodległą oraz socjalistyczną republikę.